# Slizké
Slizké (hongrois : Szeleste) est un village de Slovaquie situé dans la région de Banská Bystrica.

## Histoire
La première mention écrite du village date de 1258.

## Démographie

### Évolution de la population
| Année:               | 1994. | 2004.   | 2014.    | 2024.    |
| -------------------- | ----- | ------- | -------- | -------- |
| Nombre de personnes: | 134   | 138     | 214      | 265      |
| Différence:          |       | +2,98 % | +55,07 % | +23,83 % |

| Année:               | 2023. | 2024.   |
| -------------------- | ----- | ------- |
| Nombre de personnes: | 255   | 265     |
| Différence:          |       | +3,92 % |